# Virginia Ducler
Virginia Ducler (Rosario, 19 de junio de 1967) es una cuentista y novelista argentina.
Es licenciada en Letras, graduada en la Universidad Nacional de Rosario.
Ha ganado numerosos premios y menciones.
Sus cuentos integran antologías y han aparecido en medios gráficos como los diarios
La Capital y
Rosario/12, y
en revistas literarias.
Como dramaturga realizó el guion del unipersonal de la actriz Andrea Fiorino (1965-2024), El destino de los huesos.
Durante 1991 fue colaboradora del suplemento dominical del diario La Capital, de la ciudad de Rosario. 
Desde 1992 a 1995 colaboró en la sección literaria «La botella», en la contratapa del suplemento Rosario/12, perteneciente al diario Página/12.
Durante 1994 colaboró en la revista Vasto Mundo, perteneciente a la Secretaría de Cultura de la Municipalidad de Rosario.
Entre 1997 y 1998 colaboró en el diario digital Rosario Net.

## Libros
- EL SOL. Dos nouvelles, “El sol” y “La dispersión”,[7] Casagrande, Rosario, 2016.
- Los zapatos del ahorcado, libros de cuentos formato digital, Ediciones Revólver, Barcelona, 2015.[8]
- CUADERNO DE V, Novela, Mansalva, Buenos Aires, 2019.
- Sólo soy uno que llora, Novela, UNR Editora, Rosario, 2022.
- OSTENDE, nouvelle, Bocas pintadas, Buenos Aires, 2024.

## Premios y menciones
- Primer Premio en el Concurso Veinte Jóvenes Cuentistas Argentinos.[9][10] Ediciones Colihue. Año 1987.
- Primera mención en concurso organizado por Conservatorio Literario. Rosario. Año 1989.
- Tercera mención en el rubro Cuento. Bienal de Arte Rosario Imagina. Año 1990.
- Mención especial en el rubro Narrativa. Concurso Nacional organizado 	por Fundación Inca Seguros. Año 1991.
- Premio publicación en Concurso Nacional organizado por Editorial Tierras Planas. Municipalidad de Ceres, Pcia. de Sta. Fe. Año 1991.
- Primer premio en el rubro Cuento. Concurso Nacional organizado por el Taller Literario Julio Cortázar. Coord.: Alma Maritano. Año 1994.
- Mención en el Certamen Nacional de Cuentos "Dr. José Gálvez",organizado por la Municipalidad de Gálvez.
- Segundo premio en Concurso de Cuentos organizado por Caja de Ahorros del Mediterráneo, Alicante, España. Año 2003.
- Segundo premio en Concurso de Cuentos Fundación Avon para la Mujer. Año 2002.
- Beca de la Secretaría de Innovación y Cultura de la Provincia de Santa Fe, en el rubro Letras, para finalizar un libro de cuentos para su publicación, Año 2007.
- Finalista. Premio Municipal Manuel Musto (Rosario, Argentina) con la nouvelle “La dispersión”. Año 2014.